# Ludwig Egidius Ronig
Ludwig Egidius Ronig (27 janvier 1885 - 28 novembre 1959) est un artiste peintre allemand de la Neue Sachlichkeit (nouvelle objectivité) et du réalisme magique, membre du groupe du Gruppe progressiver Künstler de Cologne, nommé parfois par erreur Ludwig Ernst ou Ernest Ronig.

## Biographie
Né à Cologne ou Düsseldorf(Allemagne) le 27 janvier 1885 dans un milieu d'aubergistes, Ludwig E. Ronig a commencé à dessiner et à peindre dès l'âge de seize ans.
De 1903 à 1913, il s'est consacré à l'étude de la peinture : il a fréquenté les académies d'art de Düsseldorf et Stuttgart après un court passage à l'académie de Weimar. Il a entrepris des voyages d'études en Hollande et en Italie, perpétuant ainsi une longue tradition d'artistes peintres allemands.
Pendant la Première Guerre mondiale, il est enrôlé dans l'armée allemande. De retour à la vie civile, il renoue avec la peinture de paysage et pour des raisons économiques, réalise ses premiers tableaux à thèmes religieux.
Dans les années 1920, Ronig participe à des expositions collectives, comme celle de Düsseldorf en 1924, ou celles du Kölnischer Kunstverein de 1928 et du Deutscher Künstlerbund en 1929.
En 1924, une maison d'édition - Verlag der Buchgemeinde - l'envoie en Italie et Sicile afin de réaliser des illustrations pour ses publications.
En 1926, Ronig a peint sa première œuvre de grande envergure: une peinture murale sur deux pans de murs dans une auberge, au Jägerhof à Köln-Poll.
Dans les années 1930, Ronig réalise ses premiers vitraux pour l'église Saint-Servatius à Cologne-Ostheim qui lui commande peu après un cycle complet de la passion.
En 1932, il est membre fondateur du Groupe 32 auquel appartiennent également Heinrich Maria Davringhausen, Peter Hecker, Heinrich Hoerle, Anton Räderscheidt et Franz W. Seiwert. Sous cette nouvelle impulsion, il brûle la même année un grand nombre de ses tableaux de jeunesse.
En 1936, il participe au salon ars sacra consacré à des thèmes religieux. L'exposition est définitivement fermée par la commission représentant le ministère intérieur de l'information et de la propagande de Goebbels. La même commission décroche en 1939 son autoportrait.
La même année, il reçoit pourtant une commande importante pour la grande fenêtre de la cage d'escalier de l'administration supérieure des mines à Bonn. L’œuvre sera détruite pendant la Deuxième Guerre mondiale, tout comme un grand nombre de tableaux conservés dans des collections particulières et des musées.
Dès 1945 Ronig renoue avec les thèmes et genres développés avant les années de dictature où sa production a été pratiquement stoppée.
De 1946 jusqu'à sa mort en novembre 1959, il adhère à différentes associations d'artistes comme la Rheinische Künstlergesellschaft Köln, le Westdeutscher Künstlerbund, dont il est membre fondateur, ainsi que la Arbeitsgemeinschaft Kölner Künstler et participe à de nombreuses collections collectives.
En 1950, il obtient à Hagen le prix Karl-Ernst-Osthaus pour l'autoportrait l'apiculteur de 1949.
Après sa mort, sa veuve, Anna Ronig, tentera de perpétuer son souvenir : plusieurs expositions individuelles lui seront consacrées en 1965, 1977, 1978, 1979 et 1984. Or depuis vingt ans, seul le nom d'une rue à Köln-Ostheim rappelle au public l'existence de ce peintre doué, mais discret, ami intime du photographe August Sander qui a réalisé un grand nombre de portraits de Ronig et a collectionné ses tableaux.

## Œuvres majeures
- Portrait de Liane Benner, 1927, huile sur toile, environ 90 x 75 cm, en possession du Wallraf-Richartz-Museum, Cologne
- Bouteille avec corde, 1928, huile sur toile, 73x63, pendant vingt ans prêté au Rheinische Landesmuseum'

- Autoportrait au fil de plomb, 1939, huile sur toile, en possession du Wallraf-Richartz-Museum, Cologne, décroché par les nazis
- Nature morte avec pot et citrons, 1948, huile sur toile, en possession du Wallraf-Richartz-Museum, Cologne
- Apiculteur, autoportrait, 1949, huile sur toile, 92,5 x 82,5 cm, a obtenu le prix Karl-Ernst-Osthaus de la ville de Hagen.